# Camakau
Un camakau, ou thamakau, est un type de pirogue à balancier traditionnel à double coque et à voile austronésienne de forme triangulaire. Il s'agit du type de voilier traditionnel le plus répandu dans les Îles Fidji. 
C'est une version plus petite qu'un drua, mais plus grand qu'un takia. 

## Description
Les voiles sont confectionnés en pandanus (plante arborescente évoquant un cocotier). Un camakau dispose d'un mât et d'une seule voile austronésienne de forme triangulaire ou en pince de crabe. L'apex de la voile pointe vers l'avant du bateau ou elle est attachée à la tête de la proue.  

La coque monxoxyle, creusé dans un seul tronc, mesure 10 à 12 m de long. Très maniable, les deux terminaisons des coques permettent de naviguer indépendamment dans les deux sens, le mât est alors pivoté et la voile est attachée à l'autre extrémité. 

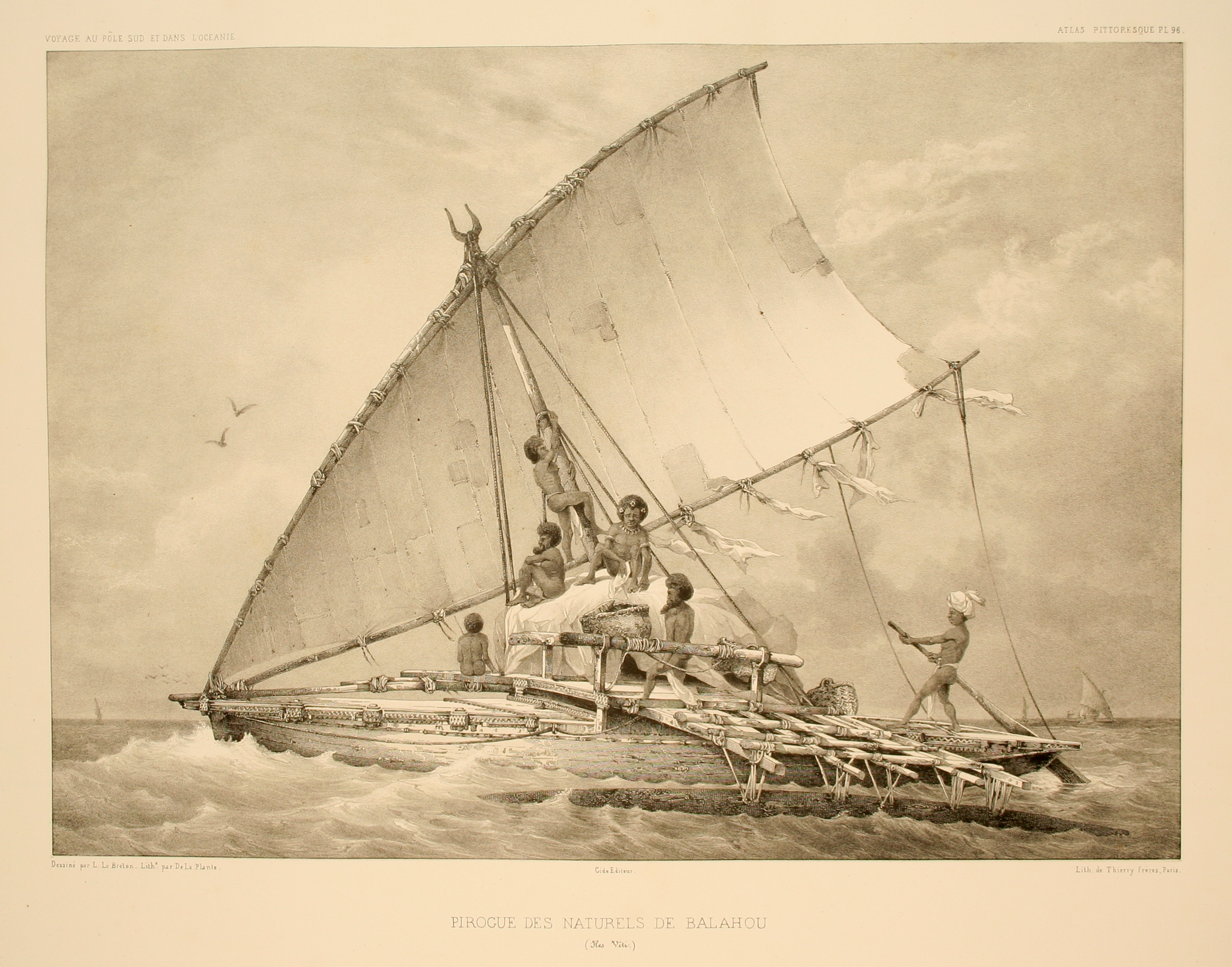
Dessin d'un camakau en 1846.